# 溫泉津溫泉

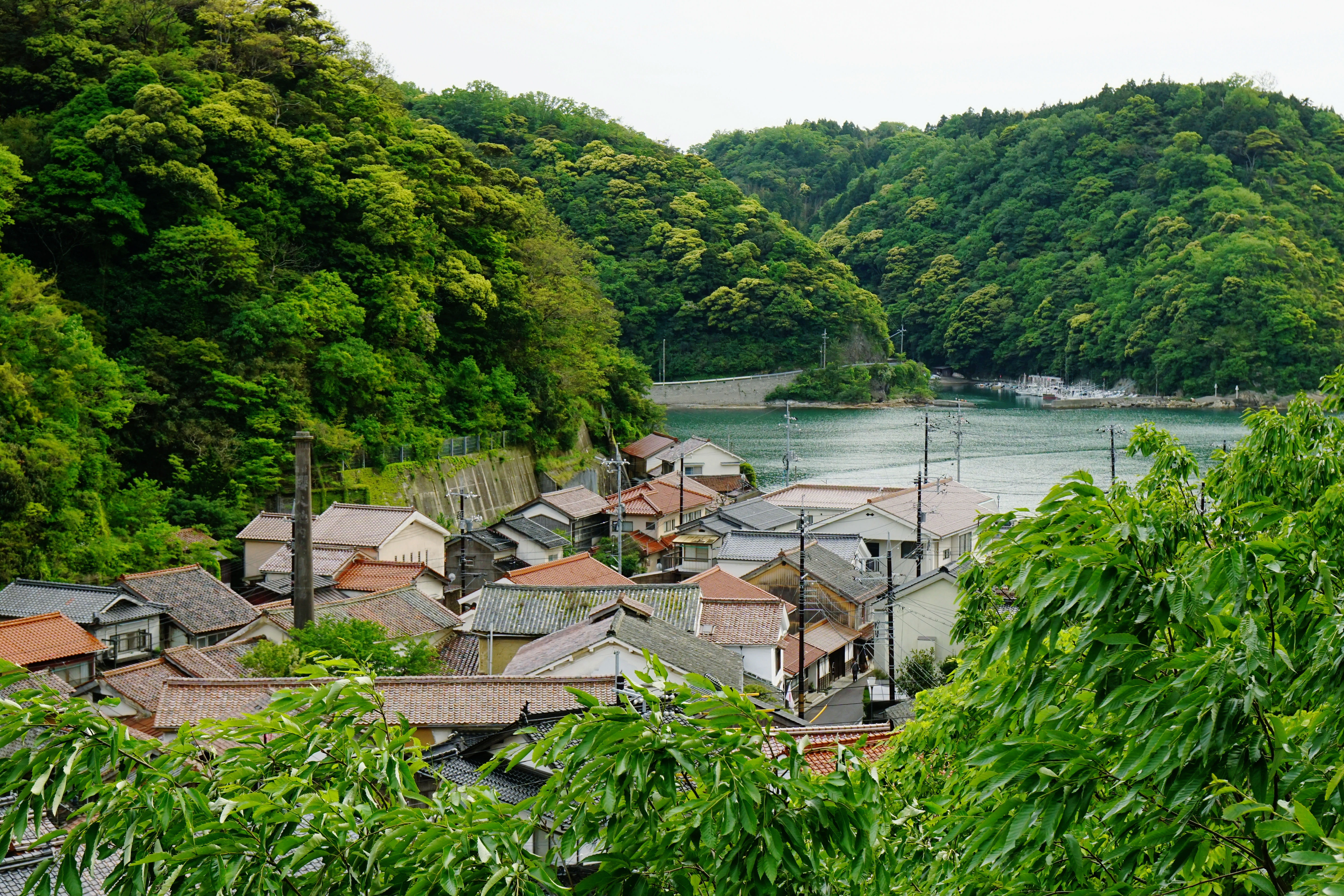
溫泉津溫泉

溫泉津溫泉（日语：／ Yunotsu-onsen */?），是位於日本島根縣大田市溫泉津町的溫泉，作為石見銀山遺跡及文化景觀的一部分被登錄入世界文化遺產。溫泉津溫泉的泉質屬於含土類食鹽泉。溫泉街的範圍自溫泉津港至山麓，是重要傳統的建造物群保存地區。溫泉津溫泉的歷史起源自1300年之前，自戰國時代至江戶時代就因礦山而十分繁榮。
35°05′48″N 132°21′00″E / 35.09667°N 132.34989°E